# AN/PVS-7

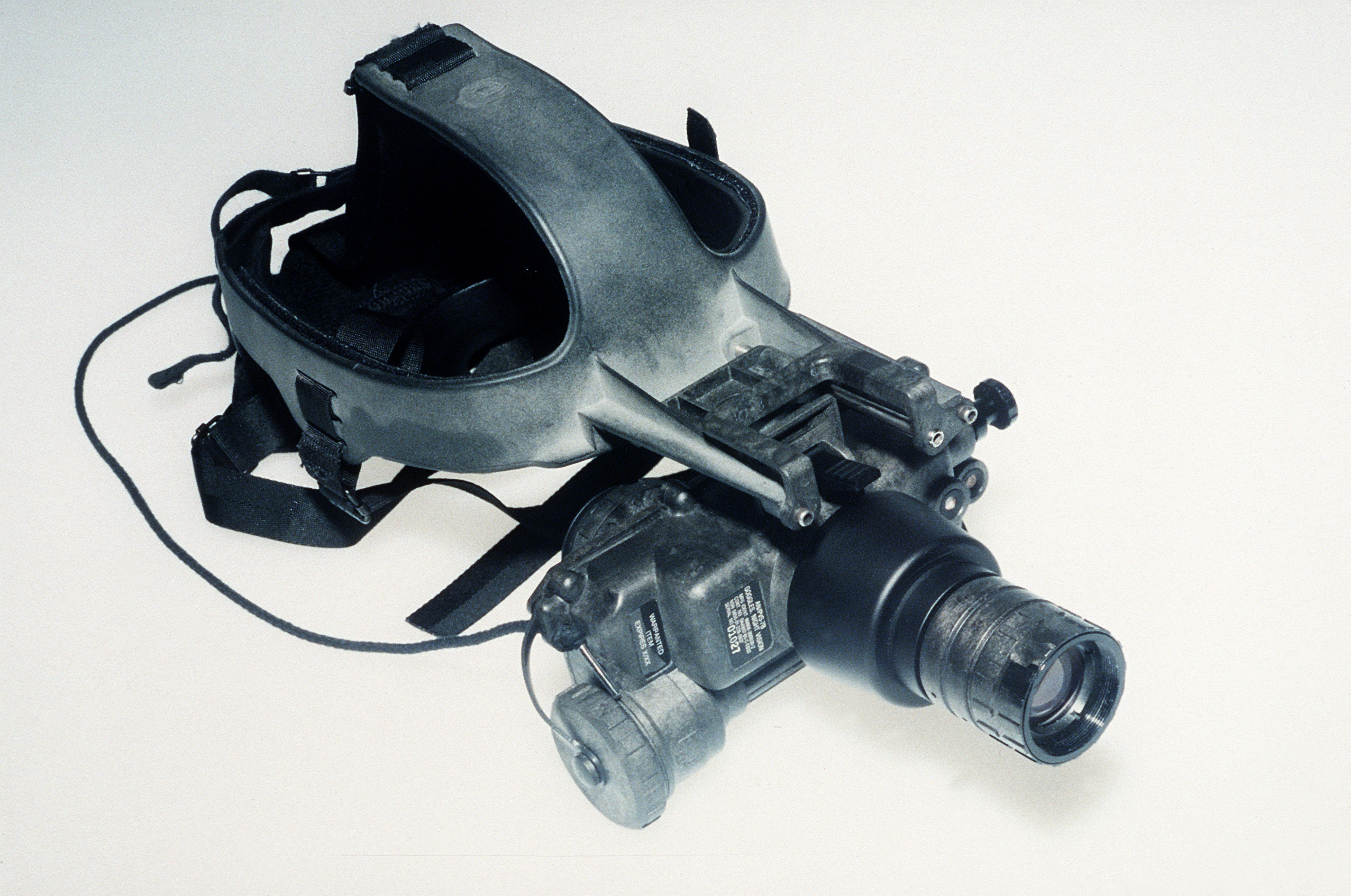
AN/PVS-7B 고글의 초기 버전

AN/PVS-7은 단일 튜브 양안 야간 투시 장치이다. 3세대 영상 증폭기를 장착할 수 있으며 군용 야간 투시에 표준으로 사용된다. 대부분의 최신 PVS-7 증폭기 튜브는 강렬한 빛에 노출될 경우 영상 증폭기 손상을 방지하기 위해 자동 게이트 처리된다. 이 고글에는 저조도 상황을 위한 내장 적외선 조명기가 있다. 방수 기능이 있으며 극한 온도 사이를 이동할 때 내부 결로를 방지하기 위해 질소가 충전되어 있다.
이것은 베트남 전쟁의 구형 AN/PVS-5를 대체하기 위해 설계되었다. AN/PVS-14로 서서히 대체되고 있지만, AN/PVS-7은 수십만 대가 서비스 중인 미군에서 여전히 사용되고 있다.
합동 전자 장비 명칭 체계 (JETDS)에 따라 "AN/PVS-7" 명칭은 휴대용 시각 탐지 장비용 육군-해군 전자 장치의 7번째 설계를 나타낸다. JETDS 시스템은 현재 모든 미국 국방부 전자 시스템의 명칭에도 사용된다.

## 사용자
- 아르헨티나: 아르헨티나 육군에서 사용.
- 오스트레일리아
- 캐나다
- 필리핀
- 미국
- 크로아티아: 최근 여러 전시회에서 목격됨.

## 같이 보기
- 미국 군용 전자기기 목록